# تپه چیا سبز سیمره
تپه چیا سبز سیمره مربوط به عصر مس است و در شهرستان دره‌شهر، بخش مرکزی، دهستان زرین دشت، ۷۰۰ متری شمال روستای فاضل آباد واقع شده و این اثر در تاریخ ۳۰ بهمن ۱۳۸۶ با شمارهٔ ثبت ۲۱۰۲۹ به‌عنوان یکی از آثار ملی ایران به ثبت رسیده‌است.